# Эрикссон, Карл-Оке
Карл-Оке Эрикссон (швед. Carl-Åke Eriksson; 16 ноября 1934 года — 7 ноября 2015 года) — шведский актёр театра и кино. Является единственным двукратным лауреатом театральной премии «Kvällspostens Thaliapris».

## Биография
В 1970-х годах с успехом выступал на сцене Городского театра Мальмё. Получил награды за роль Р. П. Макмерфи в пьесе Дейла Вассермана «Пролетая над гнездом кукушки» и за роль Джорджа в пьесе Эдварда Олби «Кто боится Вирджинии Вулф?». Эрикссон появлялся в пьесе Ларса Нурена и имел несколько второстепенных ролей в телевизионных фильмах и сериалах.
В начале 1990-х из-за проблем с алкоголем стал посещать сообщество «Анонимные Алкоголики».
В 2007 году у актёра был диагностирован рак, но эффективное лечение ему помогло, и он вернулся к работе в театре. Однако вскоре произошел рецидив болезни, и 7 ноября 2015 года актёр скончался.

## Избранная фильмография
| Год       |   | Русское название                          | Оригинальное название        | Роль                                        |
| --------- | - | ----------------------------------------- | ---------------------------- | ------------------------------------------- |
| 1968      | ф |                                           | Något att tala om i framtide | Карл-Улоф                                   |
| 1982      | ф | Бесхитростное убийство                    | Den enfaldige mördaren       | Валли́н                                      |
| 1996—1996 | с | Тайна замка Гревехольм                    | Mysteriet på Greveholm       | сосед                                       |
| 2002      | ф |                                           | Taurus                       | Пер                                         |
| 2006      | ф | 30 дней до рассвета                       | Frostbiten                   | Профессор Герхард Беккерт (Gerhard Beckert) |
| 2009      | ф | Девушка, которая взрывала воздушные замки | Luftslottet som sprängdes    | Бертиль Янерюд                              |

## Роли в театре
| Год  | Роль                           | Произведение                                               | Постановщик           | Театр                         |
| ---- | ------------------------------ | ---------------------------------------------------------- | --------------------- | ----------------------------- |
| 1962 |                                | Farmor och vår Herre (Яльмар Бергман)                      | Ингве Нурдвалль       | Городской театр Мальмё        |
| 1999 | Ньюмен Ноггс                   | Nicholas Nickleby (Дэвид Эдгар по роману Чарльза Диккенса) | Йеорг Мальвиус        | Стокгольмский городской театр |
| 2000 | Форд                           | Виндзорские насмешницы (Уильям Шекспир)                    | Ронни Даниельссон     | Стокгольмский городской театр |
| 2002 | Герцог Фредерик                | Как вам это понравится (Уильям Шекспир)                    | Юханна Гарпе          | Стокгольмский городской театр |
| 2003 | Harold Nichols                 | Allt eller inget (Терренс Макнелли и David Yazbek)         | Марианна Мёрк         | Стокгольмский городской театр |
| 2004 | Отец                           | Время на Земле (Вильгельм Муберг)                          | Лейф Стиннербум       | Стокгольмский городской театр |
| 2004 | Симеонов-Пищик Борис Борисович | Вишнёвый сад (А. П. Чехов)                                 | Леннарт Юльстрём      | Стокгольмский городской театр |
| 2006 | Эгей                           | Сон в летнюю ночь (Уильям Шекспир)                         | Александер Мёрк-Эйдем | Стокгольмский городской театр |